# Sultanato di Bengala
Il Sultanato di Bengala (persiano/urdu سلطنت بنگاله , Bangālah o شاهی بنگاله , شاهی بنگاله ) fu uno Stato islamico esistito dal 1206 al 1576 sull'intero territorio del Bengala. Guadagnó l'indipendenza dal Sultanato di Delhi. Uno dei più forti imperi commerciali al mondo, il Sultanato di Bengala fu definito dagli europei come il miglior territorio per il commercio. Il Sultanato fu conquistato dall'Impero Moghul nel 1576 durante il regno di Akbar.